# Huonia thais
Huonia thais – gatunek ważki z rodziny ważkowatych (Libellulidae).